# هویت (مینه‌سوتا)
هویت، مینه‌سوتا (به انگلیسی: Hewitt, Minnesota) یک شهر در ایالات متحده آمریکا است که در شهرستان تاد واقع شده‌است.

## خصوصیات
هویت ۵٫۳۱ کیلومترمربع مساحت و ۲۶۶ نفر جمعیت دارد و ۴۱۸ متر بالاتر از سطح دریا واقع شده‌است.